# Savoy Dance Orchestra

Savoy Dance Orchestra

Robin Merrill & Savoy Dance Orchestra

Savoy Dance Orchestra
„Sway with me“

Savoy Dance Orchestra
„As Time goes by“

Das Savoy Dance Orchestra wurde 1993 von dem Sänger Robin Merrill und Stefan Warmuth, dem musikalischen Leiter des Wintergarten, in Berlin gegründet.
Robin Merrill schließt damit an seine Vergangenheit als Sänger beim Pasadena Roof Orchestra an. Das Repertoire ist ähnlich, wird aber auf Swing der 1920er bis 1940er Jahre erweitert. Dazu kommen Adaptionen moderner Popsongs und Filmmusiken, die in das Repertoire passen, und Klassiker, wie z. B. George Gershwin.

## Beschreibung
Der Orchestername wurde nach dem Savoy Hotel in London gewählt, wo Robin Merrill 1988 sein Abschiedskonzert zusammen mit dem Pasadena Roof Orchestra gab.
Das internationale Ensemble setzt sich aus erstklassigen Solisten zusammen, die schon in anderen Orchestern, Bands oder mit Soloauftritten eine beachtliche Karriere gemacht haben.
Nach vielen erfolgreichen Konzert- und Galaauftritten im In- und Ausland folgten Robin Merrill und Stefan Warmuth im November 1999 der Einladung des Berliner Wintergarten-Varietés, zusammen mit dem Savoy Dance Orchestra die Millenniums-Show „As Time Goes By“ (Regie: Bernhard Paul) zu präsentieren.
Der Erfolg beim Publikum und viel Lob der Kritiker führten für das „Savoy Dance Orchestra“ zu weiteren Gastspielen im Stuttgarter Friedrichsbau-Varieté und in Roncalli's Apollo Varieté in Düsseldorf, wie der erneute Auftritt im Berliner Wintergarten im November 2001 mit der Weihnachts-Show „Swingle Bells“. Dazu kommen Konzertverpflichtungen, Galas, Festivalauftritte und Ballveranstaltungen.

## Musiker
- Robin Merrill (Gesang), London, England
- Stefan Warmuth (Kontrabass, Komponist, Arrangeur)
- Skip Reinhart (1. Trompete), Rochester/New York (USA)
- Eddie Hayes (2. Trompete), Boston (USA)
- Wolfram Borchert (2. Trompete, Sänger)
- Gerald Meier (Posaune, Arrangeur), Hannover
- Tobias Schiller (Klarinette, Alt-Saxophon)
- Jarek Jeziorowski (Klarinette, Saxophon), Katowice (Polen)
- Jörg Miegel (Klarinette, Tenor-Saxophon)
- Seyyit El-Cherbiny (Klavier), İzmir (Türkei)
- Johannes Gehlmann (Gitarre)
- Bob Howell (Schlagzeug, Showdrummer), Delaware (USA)

## Repertoire (Auszug)
- Die Swing Ära „Hot“: One O'clock Jump (Benny Goodman/Count Basie), Don't be that Way (Benny Goodman), Stompin’ at the Savoy (Edgar Sampson/Benny Goodman/Chick Webb), Lady be Good (George Gershwin), Caledonia (Louis Jordan), Choo Choo chi Boogie (Louis Jordan), '’Deed I Do (Artie Shaw)
- Die Swing Ära „Balladen“: Is you is or is you ain't my baby (Louis Jordan), Sway with me (Ruiz/Gimbel), The very thought of you (Ray Noble), Stormy Weather (Koehler/Arlen), Satin Doll (Strayhorn/Ellington/Mercer)
- Die Hollywood Ära: Puttin' on the Ritz (Irving Berlin), Top Hat, White Tie and Tails (Irving Berlin), Let's face the Music and Dance (Irving Berlin), Lullaby of Broadway (Harry Warren), Singin' in the Rain (Freed/Brown), Bei mir bist Du schön (Secunda/Cahn/Chaplin), As Time Goes By (Hermann Hupfeld), Night and Day (Cole Porter), It don't mean a thing (Duke Ellington), Creole Love Call (Duke Ellington), Caravan (Ellington/Tizol)
- Spezielle Show Nummern: Minnie the Moocher (Cab Calloway), Kickin the Gong Around (Cab Calloway), Rhythm is our Business (Jimmy Lunceford), As Long as I'm Singin' (Bobby Darin), The Dirty Boogie (Brian Setzer), Route 66 (Bobby Troup), At the Hop („Danny and the Juniors“), Business in F („Tenor Saxophone Feature“), The Kid from Red Bank („Piano Feature“)

## Veranstaltungen (Auszug)
- 2000 Wintergarten (Varieté) (Berlin) Robin Merrill & The Savoy Dance Orchestra
- 2001 „Varieté, Varieté“ – Zum Open-Air-Varietè-Abend auf der BUGA in Potsdam
- 2001/2002 Wintergarten (Berlin) „Swingle Bells“
- 2003 „Swingin' Wintergarten Varieté“ im Mecklenburgischen Staatstheater Schwerin
- 2003 Konzert „Veronika, der Swing ist da...!“ in der Philharmonie Berlin
- 2003 Konzert der Festspiele Mecklenburg-Vorpommern „As time goes by“ – Swing der 30er und 40er Jahre in Heringsdorf
- 2003 Konzert im Brandenburger Theater Robin Merrill & The Savoy Dance Orchestra „Ein Abend mit den großen Hits der Swing-Ära“
- 2003 „Hot Swing Dance Night“ beim „Wintertraum in der Autostadt“, Wolfsburg
- 2004 „The Music of the Gershwins“ im Konzerthaus Berlin am Gendarmenmarkt
- 2004 Gershwin Gala im Brandenburger Theater
- 2004 Konzert im Theater Putbus

## Alben
- Savoy Dance Orchestra, „As Time goes by“, 8. November 1999, Navigator (edel) (Audio-CD)
- Savoy Dance Orchestra, „Sway with me“, (Audio-CD)